# Le avventure di Huckleberry Finn (film 2012)
Le avventure di Huckleberry Finn (Die Abenteuer des Huck Finn) è un film del 2012 diretto da Hermine Huntgeburth e tratto dal romanzo omonimo di Mark Twain.
Si tratta del sequel del film Tom Sawyer del 2011.

## Trama
Dopo aver trovato un tesoro con il suo amico Tom Sawyer, Huckleberry Finn è ora un ragazzo ricco, va a scuola e frequenta regolarmente la chiesa. Un giorno Jim, uno schiavo, vede sua moglie in un mercato di schiavi e si ribella. Per punizione viene venduto ad un circo, dal quale riesce però a fuggire.
Nel frattempo il padre di Huck, attratto dai soldi, ritorna in città e riesce ad ottenere la custodia del figlio strappandolo alle cure della vedova Douglas. Huck fugge ed insieme a Jim decide di raggiungere Cairo in Illinois e da qui cercare di raggiungere il punto di confluenza con l'Ohio, per poter così risalire negli Stati liberi dell'Unione, ove la schiavitù sta per esser abolita. I due sono però inseguiti dal padre di Huck e da tre cacciatori di schiavi senza scrupoli.

## Produzione

### Riprese
Le riprese del film si sono svolte dal 27 luglio all'ottobre 2011.